# Sopore
Sopore is een stad in het district Baramulla van het Indiase unieterritorium Jammu en Kasjmir. De stad ligt aan de rivier de Jhelum.

## Demografie
Volgens de Indiase volkstelling van 2001 wonen er 53.246 mensen in Sopore, waarvan 53% mannelijk en 47% vrouwelijk is. De plaats heeft een alfabetiseringsgraad van 55%.